# Der Klosterjäger (film 1920)
Der Klosterjäger è un film muto del 1920 diretto da Franz Osten o Peter Ostermayr. Fu la prima versione cinematografica del romanzo Der Klosterjäger di Ludwig Ganghofer.

## Produzione
Il film fu prodotto dalla Münchner Lichtspielkunst AG (Emelka) (München)

## Distribuzione
Il visto di censura venne concesso il 7 ottobre 1920 e il film uscì il 26 novembre di quello stesso anno.